# راي ميدلتون
راي ميدلتون (بالإنجليزية: Ray Middleton)‏ هو ممثل أمريكي، ولد في 8 فبراير 1907 بشيكاغو في الولايات المتحدة، وتوفي في 10 أبريل 1984 في الولايات المتحدة.

## وصلات خارجية
- راي ميدلتون على موقع IMDb (الإنجليزية)
- راي ميدلتون على موقع ميوزك برينز (الإنجليزية)
- راي ميدلتون على موقع قاعدة بيانات برودواي على الإنترنت (الإنجليزية)
- راي ميدلتون على موقع قاعدة بيانات برودواي على الإنترنت (الإنجليزية)
- راي ميدلتون على موقع قاعدة بيانات برودواي على الإنترنت (الإنجليزية)
- راي ميدلتون على موقع قاعدة بيانات برودواي على الإنترنت (الإنجليزية)
- راي ميدلتون على موقع قاعدة بيانات برودواي على الإنترنت (الإنجليزية)
- راي ميدلتون على موقع ديسكوغز (الإنجليزية)
- راي ميدلتون على موقع قاعدة بيانات الفيلم (الإنجليزية)